# Kepler-107
Kepler-107 es una estrella en la constelación de Cygnus. Es una estrella de tipo espectral G2. La encuesta de imágenes en 2016 no ha podido encontrar ningún compañero estelar.

## Sistema planetario
Kepler-107 tiene cuatro planetas conocidos descubiertos en 2014. Un impacto gigante es el origen probable de dos planetas en el sistema. Kepler-107 c es más del doble de denso (aproximadamente 12,6 g cm− 3) que el Kepler-107 b más interno (aproximadamente 5,3 g cm− 3).
| Planeta | Masa                      | Semieje mayor (UA) | Periodo orbital (días) | Excentricidad | Inclinación         | Radio                      |
| ------- | ------------------------- | ------------------ | ---------------------- | ------------- | ------------------- | -------------------------- |
| b       | 0,01167 MJ→3,51 ± 1,52 M⊕ | 0,04232            | 3,1800218 ± 2,9 × 10–6 | 0             | 89,05 ± 0,67 °      | 0,1392 RJ→1,536 ± 0,025 R⊕ |
| c       | 0,0133 MJ→9,39 ± 1,77 M⊕  | 0,05647            | 4,901452 ± 1,0 × 10–5  | 0             | 89.49 +0,44 −0,34 ° | 0,161 RJ→1,597 ± 0,026 R⊕  |
| d       | < 0,00371 MJ→ < 3,8 M⊕    | 0,078              | 7,95839 ± 1,2 × 10–4   | 0             | 87,55 +0,48 −0,64 ° | 0,0955 RJ→0,86 ± 0,06 R⊕   |
| e       | 0,0360 MJ→8,6 ± 3,6 M⊕    | 0,1177             | 14,749143 ± 1,9 × 10–5 | 0             | 89,67 ± 0,22 °      | 0,308 RJ                   |